# Francesco Cilea
Francesco Cilea (23. července 1866, Palmi – 20. listopadu 1950, Varazze) byl italský skladatel, dnes známý zejména pro své opery L'arlesiana a Adriana Lecouvreur.

## Život

### Mládí a studium
Narodil se v obci Palmi nedaleko Reggio di Calabria. Nadání pro hudbu se u něj ukázalo již v raném věku. Podle vlastních vzpomínek zhlédl ve čtyřech letech představení Belliniho opery Norma v podání místních umělců, které na něj silně zapůsobilo. Jako mladík byl poslán do Neapole studovat hudbu na Conservatorio San Pietro a Maiella, kde záhy prokázal svůj talent a píli a získal zlatou medaili ministerstva školství (Ministero della Pubblica Istruzione).
K závěrečné zkoušce na konzervatoři předložil svou první operu Gina, komponovanou na libreto Enrica Goliscianiho podle francouzské divadelní hry Anne-Honoré-Joseph Duveyrier de Mélésvilleho Catherine, ou La Croix d'or. Opera byla uvedena ve školním divadle a zaujala vydavatele Edoarda Sonzogna natolik, že se v roce 1892 konalo druhé představení ve Florencii.

### Skladatelská dráha
Sonzogno si poté u Cilea objednal veristickou operu La Tilda na motivy Mascagniho opery Sedlák kavalír. Libreto napsal Angelo Zanardini. Opera měla úspěšnou premiéru v dubnu 1892 v Teatro Pagliano ve Florencii a poté co prošla řadou italských divadel zazněla i na Vídeňské hudební a divadelní výstavě v roce 1892 (při této příležitosti byla také poprvé v zahraničí uvedena Prodaná nevěsta Bedřicha Smetany). Sám Cilea tuto operu příliš v lásce neměl. Komponoval ji jen proto, aby vyhověl vydavateli a nepropásl profesionální příležitost. Modernímu uvedení díla brání ztráta orchestrální partitury, avšak i z klavírního výtahu jsou zřejmé její svěží a chytlavé melodie.
V listopadu 1897 měla v milánském Teatro Lirico premiéru třetí Cileova opera L'arlesiana na libreto Leopolda Marence podle divadelní hry Alphonse Daudeta. Mezi premiérovými pěvci byl mladý Enrico Caruso, který zde slavil obrovský úspěch romancí Frederica È la solita storia del pastore, která je dodnes oblíbenou součástí repertoáru předních světových tenorů. Jako celek však tato opera tehdy velký úspěch nezaznamenala. Cilea, hluboce přesvědčený o hodnotě díla, se po zbytek života snažil operu přepracovat. Činil drastické úpravy a lze jen stěží najít jediný takt, který by byl od počátku nezměněn. Opera však nikdy úspěšná nebyla, pouze s výjimkou 30. let 20. století, kdy se těšila politické podpoře vyplývající z osobních kontaktů skladatele s ducem Benitem Mussolinim.
6. listopadu 1902 měla opět v milánském divadle Teatro Lirico a opět s Enricem Carusem v hlavní roli premiéru nejúspěšnější Cileova opera Adriana Lecouvreur. Na námět Eugéna Scribeho napsal libreto Arturo Colautti. Opera je dodnes stálou součástí světového operního repertoáru zejména pro svou melodičnost vycházející z Neapolské operní školy kombinovanou s harmonickým a tonálním vlivem francouzských skladatelů, jako např. Masseneta.
Poslední Cileova opera, tříaktová tragédie Gloria měla premiéru 15. dubna 1907 v milánské opeře La Scala. Libreto napsal opět Colautti podle divadelní hry Victoriena Sardoua. Nedočkala se velkého úspěchu a po dvou představeních byla stažena z repertoáru. Skladatel se sice pokusil o revizi, ale ani ta nebyla úspěšná. Existují informace o tom, že se Cilea zabýval ještě dalšími operními projekty. Svědčí o tom náčrtky libret jako Il ritorno dell'amore Renata Simoniho, Malena a La rosa di Pompei Ettore Moschina. Některé zdroje uvádějí, že v roce 1909 dokončil operu Il matrimonio selvaggio, která však nebyla nikdy provedena. Nedochovaly se však žádné kopie a ani se o ní Cilea nezmiňuje ve svých pamětech.

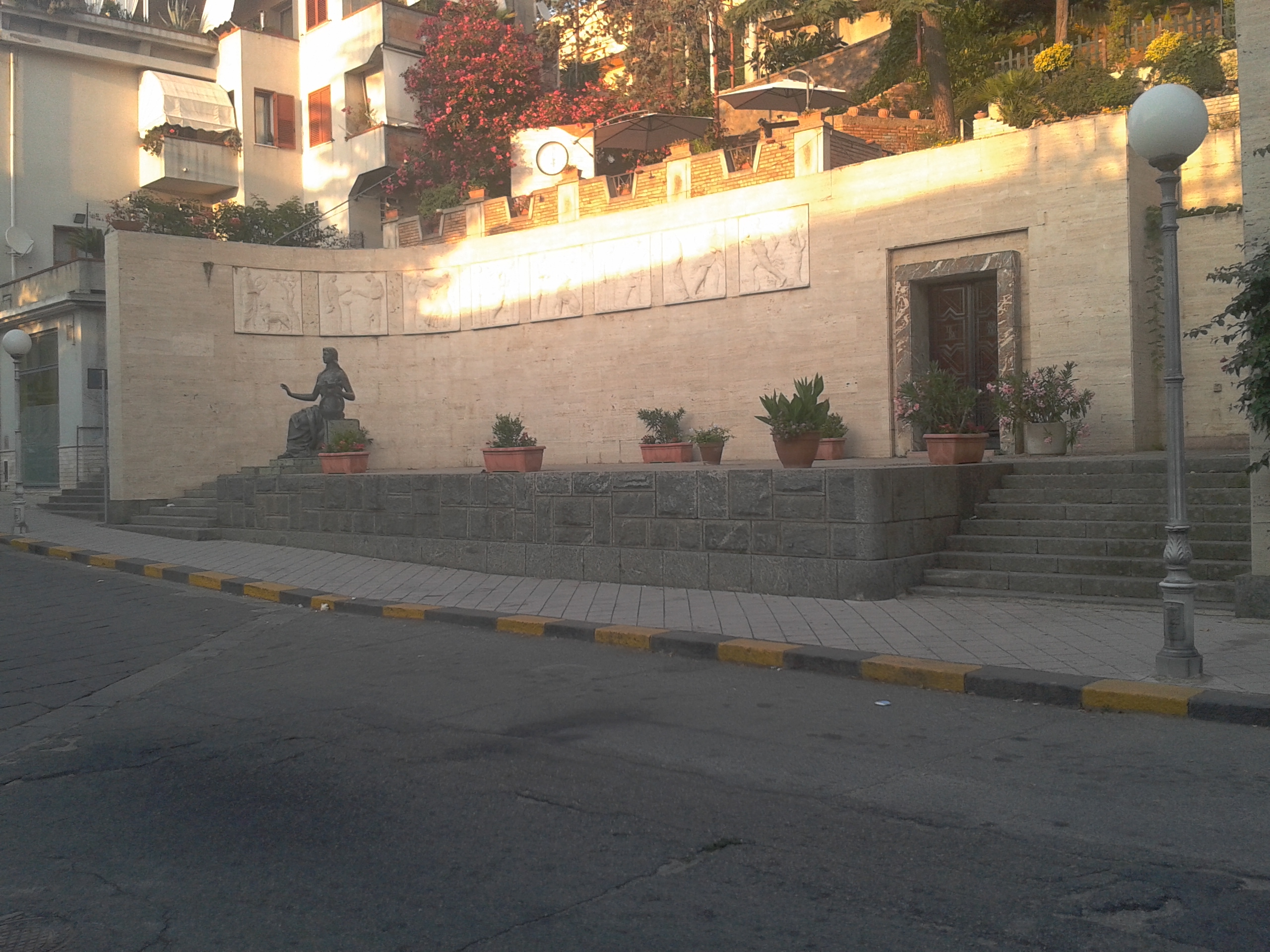
Mauzoleum Francesca Cilei v Palmi

V každém případě se po roce 1907 již na veřejnosti neobjevila žádná nová Cileova opera. Pokračoval však v komponování symfonické a komorní hudby. V roce 1913 složil symfonickou báseň k poctě Giuseppe Verdiho, která byla poprvé provedena v Teatro Carlo Felice v Janově. Kromě toho se věnoval hlavně pedagogické činnosti a stal se ředitelem konzervatoře v Palermu (Conservatorio Vincenzo Bellini) a posléze i ředitelem školy, na které sám studoval: Conservatorio San Pietro a Maiella v Neapoli. Svou pedagogickou dráhu ukončil v roce 1936.
V posledních letech života ztrácel zrak, přesto se dále věnoval soukromé výuce zpěvu. Jeho posledním úspěchem bylo vítězství sopranistky Magdy Olivero, jejíž výkon v roli Adriany Lecouvreur zvláště obdivoval. Zemřel 20. listopadu 1950 ve Varazze, městečku nedaleko Savony v Ligurii, které mu udělilo čestné občanství a kde také prožil poslední roky svého života. Divadlo a konzervatoř Reggio di Calabria přijaly jeho jméno a rodné městečko Palmi vybudovalo na jeho počest mauzoleum vyzdobené scénami z báje o Orfeovi.

## Dílo

### Opery
- Gina (únor 1889, Teatro Conservatorio S. Pietro alla Majella, Neapol)
- La Tilda (7. dubna 1892, Teatro Pagliano, Florencie)
- L'arlesiana (27. listopadu 1897, Teatro Lirico, Milán)
  - 1. revize (22. října 1898, Milán)
  - 2. revize (1910)
  - 3. revize (1937)
- Adriana Lecouvreur (6. listopadu 1902, Teatro Lirico, Milán)
- Gloria (15. dubna 1907, Teatro alla Scala, Milán)
  - revize (1932)

### Komorní hudba
- Pezzi (3) pro violoncello a klavír, Op. 43
- Klavírní trio D-dur (1886)
- Sonáta pro violoncello a klavír D-dur, Op. 38 (1888)
- Suita pro housle a klavír E-dur

### Klavírní skladby
- Berceuse, Op 20
- Danza
- Festa silana
- Foglio d'Album, Op 41
- Invocazione
- La Tilda
- Mazurka
- Pezzi
- Risonanze nostalgiche
- Romanze (2)

### Vokální skladby
- Alba novella, zpěv a klavír (1900)
- Bionda larva, zpěv a klavír (1888)
- Dolce amor de povertade, pro zpěv a klavír (194?)
- Il mio canto, zpěv a klavír (1886)
- Lontananza!, zpěv a klavír (1904)
- Mazurka, zpěv a klavír (1904)
- Nel ridestarmi, zpěv a klavír (19??)
- Ninna nanna Savoiarda, zpěv a klavír (1934)
- Non ti voglio amar?, zpěv a klavír (1890)
- Romanza (1883), zpěv a klavír (1883)
- Salute, o genti umane affaticate, zpěv a klavír (1939)
- Serenata ("L'aere imbruna"), zpěv a klavír (188?)
- Serenata ("Mormorante di tenero desio"), zpěv a klavír (18??)
- Serenata a Dispetto
- Suite Antica, Op 42
- Vita Breve (Una Lettera), zpěv a klavír (19??)
- Vocalises (3), pro nízký, střední a vysoký hlas a klavír(1928)
- Vocalizzo allegretto, zpěv a klavír
- Vocalizzo allegro doloroso, zpěv a klavír
- Vocalizzo lento doloroso, zpěv a klavír

### Další skladby (výběr)
- Gocce di rugiada
- L'arcolaio
- Melodia (F-dur)
- Symfonická báseň na počest Giuseppe Verdiho